# Swartkrans
Swartkrans ligt in Zuid-Afrika op zo'n 35 kilometer van Johannesburg, in de buurt van Sterkfontein. De grond werd in 1968 aangekocht door de Universiteit van de Witwatersrand, een Zuid-Afrikaanse universiteit, omdat het rijk is aan archeologisch materiaal, met name hominiden. In het kalksteen zijn fossielen gevonden van onder andere Telanthropus capensis (tegenwoordig wordt deze als een variëteit van Homo ergaster beschouwd) en Paranthropus. De paleontoloog Robert Broom heeft veelvuldig opgravingen verricht in Swartkrans. Uit onderzoek blijkt dat vuur op deze locatie al 1 miljoen jaar geleden werd gebruikt.
In het jaar 2000 is Swartkrans, als onderdeel van de gebieden die samen de wieg van de mensheid vormen, opgenomen op de Werelderfgoed lijst van UNESCO.